# Marz
Marz (en armenio մարզ), en plural marzer (մարզեր), es el nombre de una entidad administrativa de primer nivel en Armenia, cuya traducción aproximada en español puede ser provincia o región.
A las divisiones administrativas de la República de Artsaj no se les denomina marz, sino shrjan (շրջան).

## Etimología
La palabra armenia marz se deriva de la homónima persa, que significa "frontera".

## Marz de Armenia
| N.º          | Provincia                    | Capital      | Población | %       | Área (km²) | %       | Densidad | Mapa                               |
| ------------ | ---------------------------- | ------------ | --------- | ------- | ---------- | ------- | -------- | ---------------------------------- |
| 11           | Ereván (Երևան)               | --           | 1 066 300 | 35.23%  | 223        | 0.75%   | 4782     | División administrativa de Armenia |
| 7            | Shirak (Շիրակի)              | Gyumri       | 251 300   | 8.30%   | 2680       | 9.01%   | 94       | División administrativa de Armenia |
| 3            | Armavir (Արմավիրի)           | Armavir      | 267 100   | 8.82%   | 1242       | 4.18%   | 215      | División administrativa de Armenia |
| 6            | Lorri (Լոռու)                | Vanadzor     | 234 700   | 7.75%   | 3799       | 12.77%  | 62       | División administrativa de Armenia |
| 2            | Ararat (Արարատի)             | Artashat     | 261 400   | 8.64%   | 2090       | 7.03%   | 125      | División administrativa de Armenia |
| 5            | Kotayk' (Կոտայքի)            | Hrazdan      | 255 300   | 8.43%   | 2086       | 7.01%   | 122      | División administrativa de Armenia |
| 4            | Geghark'unik' (Գեղարքունիքի) | Gavar        | 235 600   | 7.78%   | 5349       | 17.98%  | 44       | División administrativa de Armenia |
| 8            | Syunik' (Սյունիքի)           | Kapan        | 141 700   | 4.68%   | 4506       | 15.15%  | 31       | División administrativa de Armenia |
| 1            | Aragatsotn (Արագածոտնի)      | Ashtarak     | 133 000   | 4.39%   | 2756       | 9.27%   | 48       | División administrativa de Armenia |
| 9            | Tavush (Տավուշի)             | Ijevan       | 128 300   | 4.24%   | 2704       | 9.09%   | 47       | División administrativa de Armenia |
| 10           | Vayots' Dzor (Վայոց Ձորի)    | Yeghegnadzor | 52 200    | 1.72%   | 2308       | 7.76%   | 23       | División administrativa de Armenia |
|              | Armenia                      | Ereván       | 3 026 900 | 100.00% | 29 743     | 100.00% | 102      | División administrativa de Armenia |
| Notas: 1. 2. |                              |              |           |         |            |         |          |                                    |